# Ma part du gâteau
Ma part du gâteau è un film del 2011 diretto da Cédric Klapisch.

## Trama
France è divorziata e vive a Dunkerque, dove lavora in fabbrica. Ha anche tre figlie. La ditta chiude i battenti e si ritrova disoccupata. Decide di trasferirsi a Parigi e frequenta uno stage per addetti alle pulizie. Viene assunta da Steve Delarue, un rampante e cinico manager instancabile. Lui lavora tra Parigi e Londra e a volte le chiede di accompagnarlo nei viaggi di lavoro. Sebbene Steve abbia un carattere spigoloso, presto si instaura un rapporto amichevole tra i due. Ma un imprevisto rischia di rovinare tutto. Infatti France viene a sapere che è anche per colpa di Steve che la fabbrica di Dunkerque ha dovuto cessare la produzione.